# Кокрелл-Гілл (Техас)
Кокрелл-Гілл (англ. Cockrell Hill) — місто (англ. city) в США, в окрузі Даллас штату Техас. Населення — 3815 осіб (2020).

## Географія
Кокрелл-Гілл розташований за координатами 32°44′17″ пн. ш. 96°53′19″ зх. д. / 32.73806° пн. ш. 96.88861° зх. д. (32.738182, -96.888550).  За даними Бюро перепису населення США в 2010 році місто мало площу 1,51 км², уся площа — суходіл.

## Демографія
Згідно з переписом 2010 року, у місті мешкали 4193 особи в 1087 домогосподарствах у складі 884 родин. Густота населення становила 2773 особи/км².  Було 1184 помешкання (783/км²).
Расовий склад населення:
| - 66,6 % — білих - 1,5 % — чорних або афроамериканців - 0,8 % — корінних американців - 0,5 % — азіатів - 27,5 % — осіб інших рас |

До двох чи більше рас належало 3,1 %. Частка іспаномовних становила 90,7 % від усіх жителів.
За віковим діапазоном населення розподілялося таким чином: 34,7 % — особи молодші 18 років, 59,6 % — особи у віці 18—64 років, 5,7 % — особи у віці 65 років та старші. Медіана віку мешканця становила 27,8 року. На 100 осіб жіночої статі у місті припадало 110,4 чоловіків;  на 100 жінок у віці від 18 років та старших — 111,8 чоловіків також старших 18 років.
Середній дохід на одне домашнє господарство  становив 45 243 долари США (медіана — 37 865), а середній дохід на одну сім'ю — 48 182 долари (медіана — 40 769). Медіана доходів становила 28 166 доларів для чоловіків та 25 439 доларів для жінок. За межею бідності перебувало 24,0 % осіб, у тому числі 37,2 % дітей у віці до 18 років та 18,9 % осіб у віці 65 років та старших.
Цивільне працевлаштоване населення становило 1752 особи. Основні галузі зайнятості: будівництво — 16,9 %, освіта, охорона здоров'я та соціальна допомога — 16,0 %, роздрібна торгівля — 15,6 %.